# Trematolobelia singularis
Trematolobelia singularis är en klockväxtart som beskrevs av Harold St.John. Trematolobelia singularis ingår i släktet Trematolobelia och familjen klockväxter. Inga underarter finns listade i Catalogue of Life.